# Pegmatite

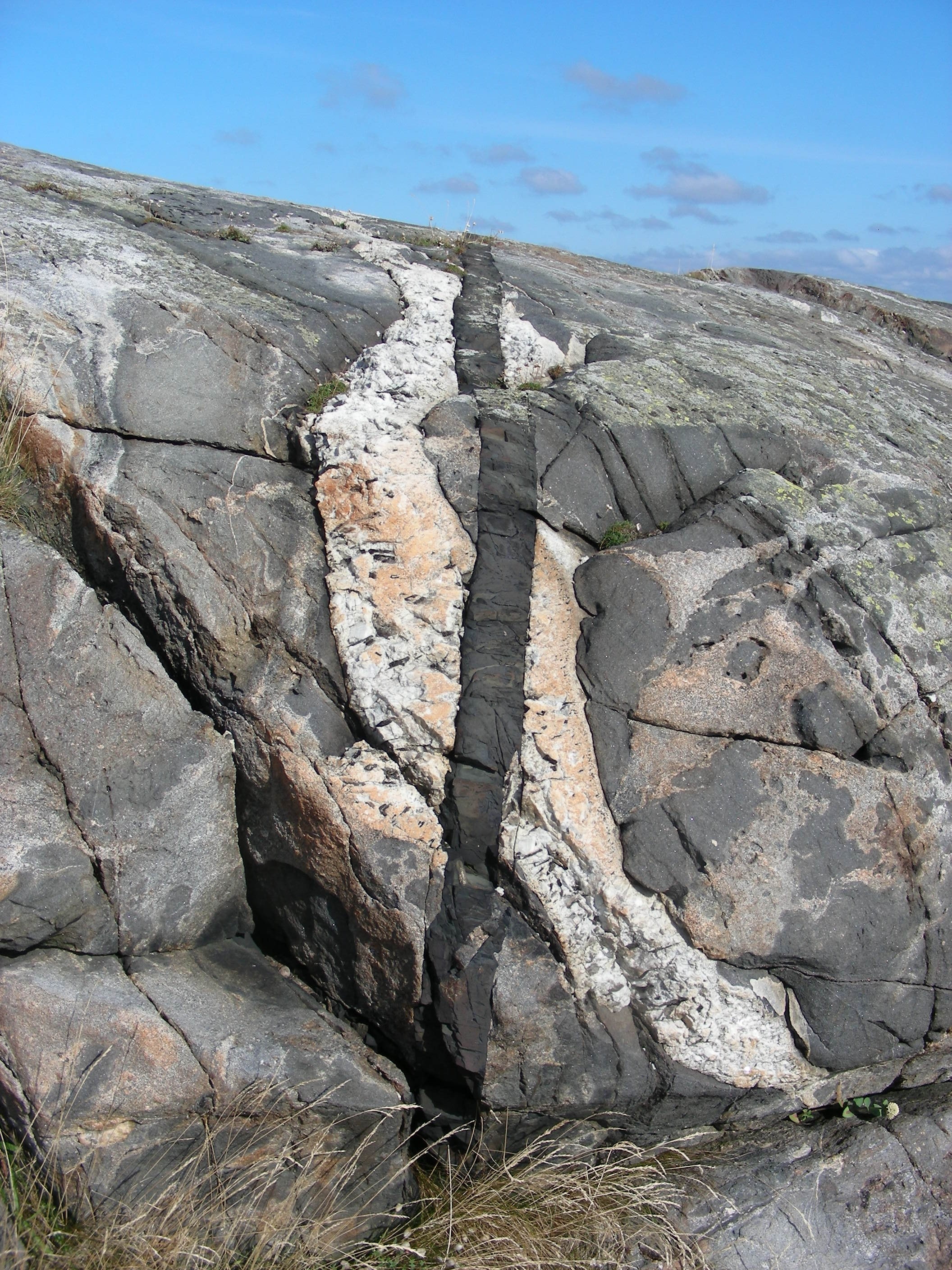
Intrusion magmatique recoupée par un dyke leucocrate de pegmatite, lui-même recoupé par un dyke mélanocrate de dolérite. Noter dans la roche pegmatitique l'accumulation de baguettes noires prismatiques de tourmaline au sein de gros cristaux de feldspaths potassiques blancs (microcline), ainsi que des feldspaths potassiques roses.

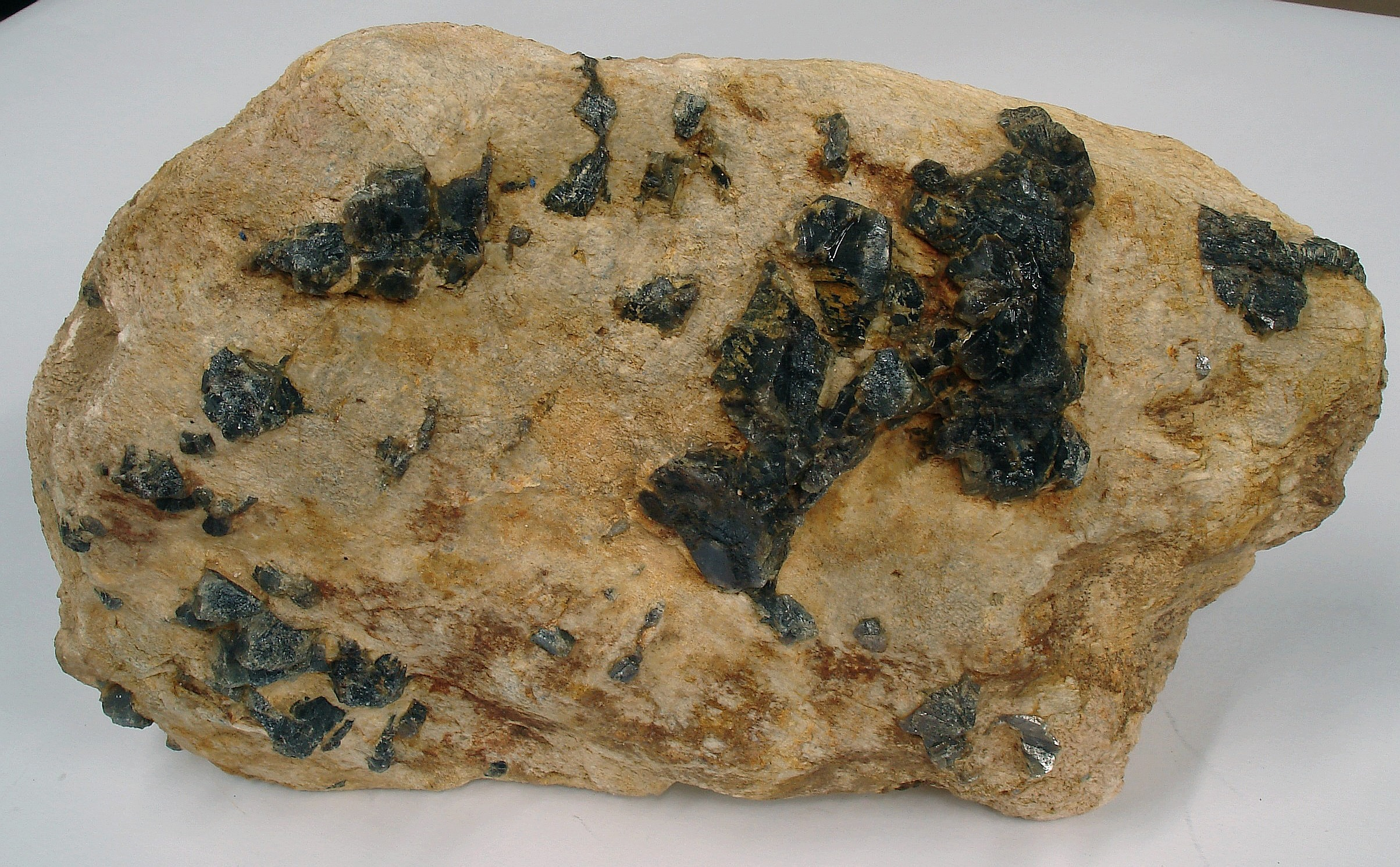
Pegmatite présentant des inclusions de feldspath et de saphir.

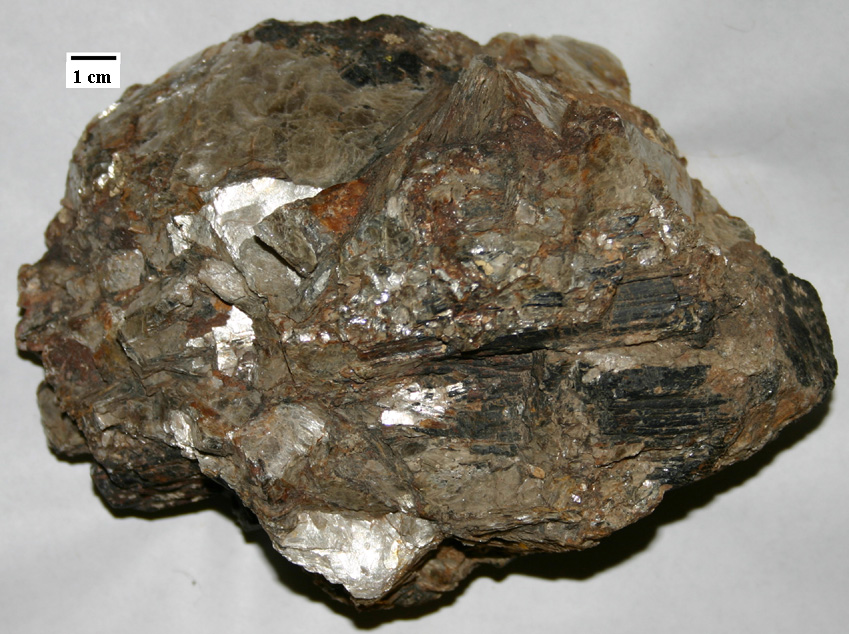
Pegmatite présentant des cristaux de grande taille

La pegmatite (du grec pegma, « qui est assemblé, coagulé ») est une roche magmatique à grands cristaux (de taille supérieure à 1 cm, et pouvant atteindre plusieurs mètres), fréquemment automorphes.
La plupart des roches à texture pegmatitique ont une composition voisine du granite, avec comme minéraux essentiels le quartz, des feldspaths et des micas (muscovite surtout) mais sont appauvries en minéraux mafiques et enrichies en éléments incompatibles. Résultant de l'intrusion des derniers magmas les plus différenciés dans les plutons granitiques, elles sont en effet plus riches en fluides hydrothermaux (produits par démixtion du magma résiduel) et éléments incompatibles (concentration dans les liquides silicatés résiduels, d’éléments assez peu fréquemment rencontrés tels que Li, Ni, Cs, Zr, F, B, Be, Sn, Ta, Nb, U, lanthanides dont les terres rares, qui peuvent donner lieu à exploitation) que les magmas granitiques, et se caractérisent par la présence de minéraux particuliers dits pneumatolytiques (en) (lépidolite, phlogopite, topaze, béryl, tourmaline, etc.).
Les pegmatites forment des filons (poches ou veines), en bordure ou au voisinage immédiat des plutons granitiques auxquels elles sont génétiquement associées. Elles correspondent généralement au liquide résiduel, riche en eau, de fin de cristallisation d'un magma granitique. L'abondance de l'eau facilite la diffusion des éléments chimiques et permet la croissance des grands cristaux.

## Les pegmatites graphiques
Les pegmatites graphiques (du grec graphein, « écrire », l'aspect de cette roche évoquant l'écriture cunéiforme) sont une variété de pegmatites dans lesquelles la cristallisation simultanée du quartz et de feldspath alcalin se manifeste par une disposition régulière de plages de quartz, isolées et cunéiformes, mais formant un unique cristal de quartz au sein du réseau cristallin d'un feldspath : l'intercroissance contemporaine de ces deux cristaux donne une structure pœcilitique.

## Genèse
La cristallisation des éléments constitutifs d'un  magma granitique provoque, par exsolution d'une phase aqueuse, la concentration dans cette phase liquide du magma résiduel de constituants volatils (éléments fondants tels que H2O, CO2, F, Cl, B, Li, P), ainsi que d'éléments relativement rares (Th, U, Zr, Ti, Be, Cs). Cette partie la plus fluide, enrichie en gaz et en éléments légers et/ou rares extraits de la croûte terrestre, atteint de fortes pressions qui fissurent les roches environnantes. Des filons ou des poches s'injectent dans ces fissures à la périphérie du pluton, formant des pegmatites. Du fait de la présence des éléments fondants (c'est-à-dire qui abaissent le point de fusion, éléments incompatibles qui conduisent à un abaissement de la température de liquidus) et de la viscosité du magma, le filon lié à l'intrusion magmatique représente une phase pegmatitique (entre 800° et 600°) qui correspond à un taux de nucléation des cristaux faible mais un taux de croissance important, ce qui ne nécessite pas un temps de refroidissement très long.

## Gisements
- Madagascar
- Monts d'Ambazac, France
- Pakistan
- Brésil
- États-Unis
- Potentiellement, partout où il y a des roches plutoniques, les pegmatites sont très fréquentes

## Galerie

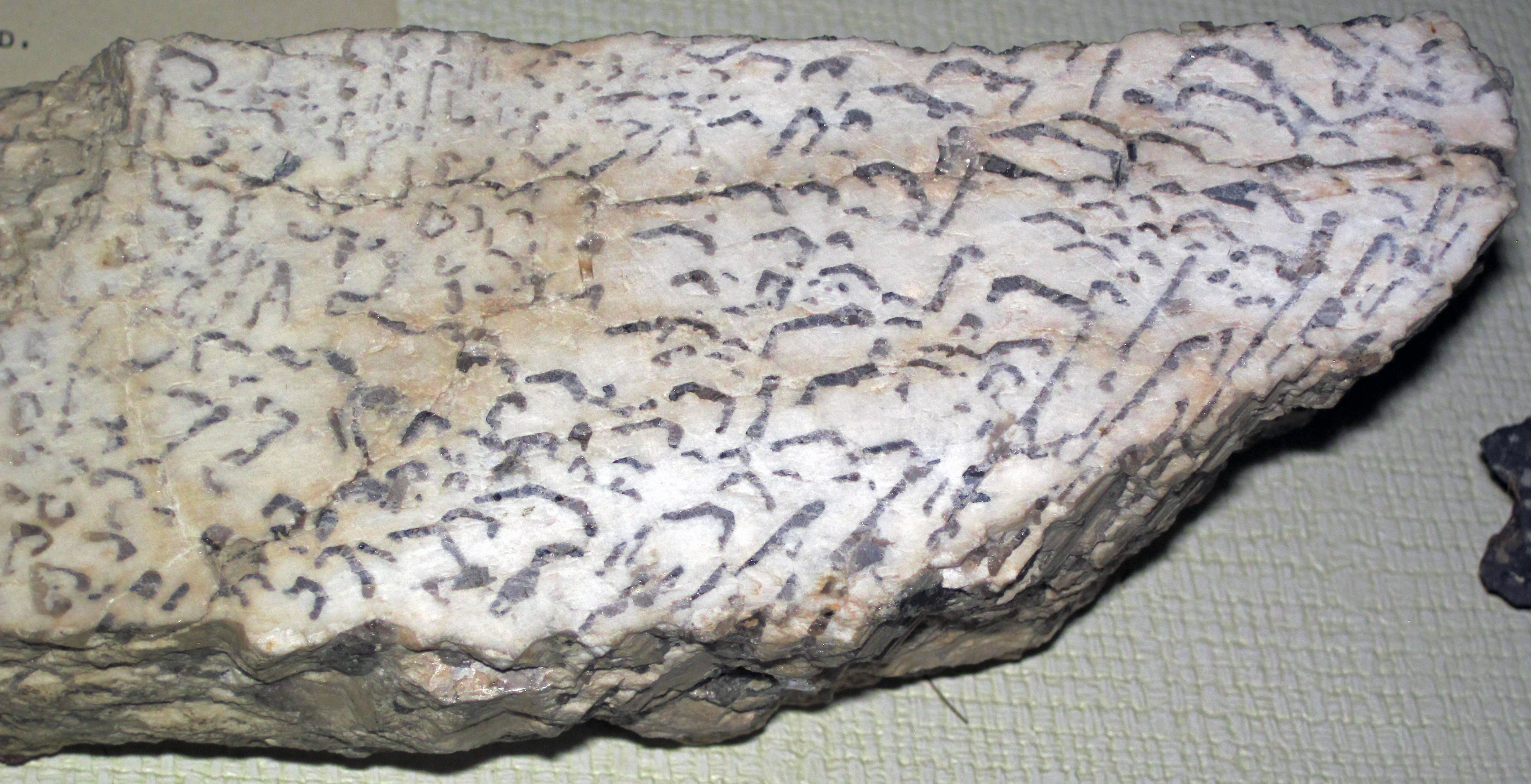
Pegmatite graphique.
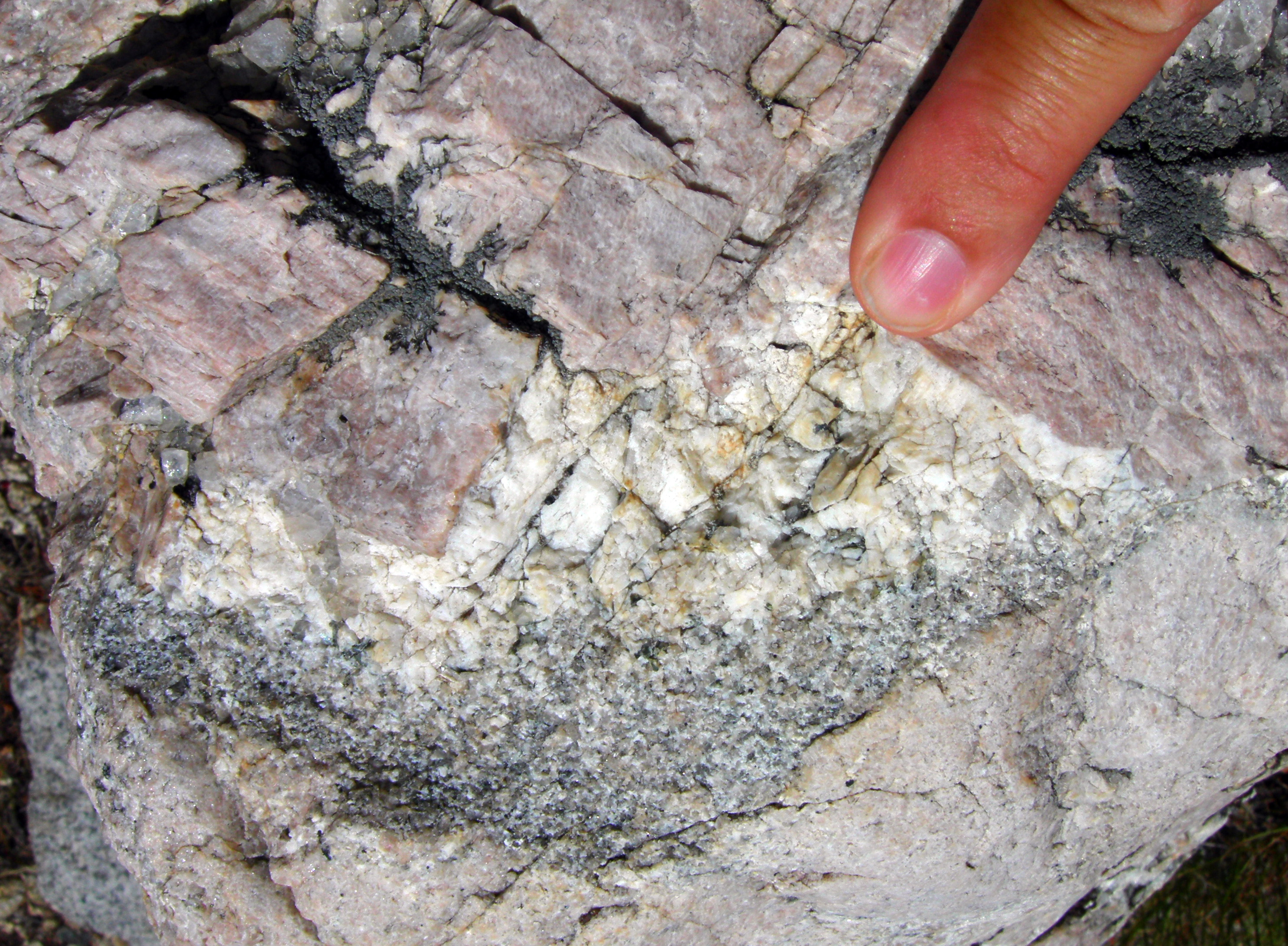
Pegmatite à clinopyroxène et plagioclase : des lentilles de pyroxène forment un cumulat.